# Marcelo Samuel Berman
Marcelo Samuel Berman (Buenos Aires, 10 de abril de 1945 - CABA, 2019) es un físico, cosmólogo y periodista brasileño-argentino de origen judío.

## Vida
Es científico senior, cosmólogo relativista y presidente del Instituto Albert Einstein/Latinoamérica. Ingeniero por el Instituto Tecnológico de Aeronáutica (ITA) de Brasil, con maestría en el mismo instituto, en Física Teórica, en 1981. Inició su carrera como profesor de la Universidad Federal de Paraná, de donde fue destituido tras matar el físico Hugo Frederico Kremer, su jefe, según fue juzgado por el Tribunal de Justiça do Paraná. Doctor por la Universidad Federal de Río de Janeiro (1988), en Física Teórica y Matemática, tardó apenas nueve meses desde que fue admitido en el Programa de Doctorado de la UFRJ, hasta que defendió su tesis, habiendo publicado, como autor, diez libros, seis de los cuales, en EE. UU., que se dirigen a estudiantes de postgrado, a través de editorial famosa norteamericana. También, es autor de cerca de noventa artículos, especializados, en periódicos de EE. UU., Europa, Jápón, Singapur, sobre la Teoría de la Relatividad General, Cosmología Relativista, Hoyos Negros, y Teorías de la Gravitación.
Dictó clases, em cursos de doctorado, en las Universidades de Florida (Gainesville), Alabama (Tuscaloosa), ITA (San José de los Campos-Brasil), y INPE_--Instituto Nacional de Pesquisa Espacial (Brasil).Periodista Profesional, con registro definitivo en el Ministerio del Trabajo Brasilero.

## Contribución a la Ciencia
En su tesis de doctorado, publicó los modelos con parámetros de desaceleración constante, una clase infinita de modelos, de los cuales anteriormente, solamente se conocían en la literatura especializada, dos casos particulares. La revista "General Relativity and Gravitation",["Cosmological Models with Constant Deceleration Parameter"-- General Relativity and Grav. 20 (2): 191-198. Coautor: F.M. Gomide, USA, (1988)] publicó el artículo seminal, en 1988, en coautoría con Fernando de Mello Gomide.Hoy en día, los modelos de Berman, son adoptados unánimemente, por los cosmólogos.
La revista norteamericana The New York Academy of Sciences, (Spring issue, p. 3, 2008), dijo que Berman resolvió el problema de la NASA, de la anomalía de las Pioneers, una deceleración, de las sondas espaciales, fuera del sistema Solar, atribuida, a la Rotación del Universo. En la década del noventa, publicó diversos artículos, que demuestran que, si escogemos las Teorías Escalares-Tensoriales de la Gravitación, que mejoran la Relatividad incluyendo explícitamente el Principio de Mach, encontramos que en la faz inflacionaria, se garantiza el exponencial crecimiento de perturbaciones de densidad, lo que prueba el origen de las galaxias. Igualmente, probó que en la misma teoría, hay crecimiento exponencial de las posibles ondas gravitacionales, de modo que hoy en día, podrían ser detectadas, lo que se está llevando a cabo, en distintos observatorios alrededor del planeta.
Ha igualmente resuelto el Programa Machiano de Einstein, que llevó al Nobel Albert Einstein, a morir frustrado, pues no supo, distinguir, entre las aceleraciones relativas, a las cuales daba por únicas, com las aceleraciones absolutas, en el Universo, propugnadas por su antecesor, el austríaco Ernst Mach. Berman declaró resuelto el enigma, em su libro sobre el asunto (ver lista, a seguir).
Además, Berman resolvió la conjetura de Stephen Hawking y Alan Guth, según la cual, el Universo nace de una fluctuación cuántica, expande inmediatamente, de forma exponencial o inflacionaria, lo que solamente quedó probado tras la publicación de artículo en 2010, por Berman junto a su exalumno de posdoctorado Dr. Luis Augusto Trevisan.
Berman ha demostrado que la densidad de energía del Universo, cuando se involucra también, la energía negativa del campo gravitacional, da un valor cero. Con eso, no se hace necesario considerar una posible densidad infinita, en el origen de los tiempos, o sea, el teorema de Stephen Hawking, sobre lo inevitable de la singularidad inicial infinita, queda sobrepasado.
Del mismo modo, Berman adjudicó, a los agujeros negros, una energía que no queda confinada integralmente en su interior, contrariando un teorema del físico y astrofísico indiano K.S. Virbhadra. También dejó la incertidumbre con la cual Albert Einstein describía vagamente a Universos Machianos, dando Berman una serie de Postulados Machianos--el egocentrismo (cada observador se juzga en el centro de una esfera, que representa al Universo), la democracia (todos los observadores, se pueden considerar en el centro del Universo, donde quiera que se encuentren), la esfericidad, y el principio de que la energía total es cero. También, hay un teorema de Berman, por el cual, el radio del Universo visible, o causal, es el mismo factor de escala de la métrica de Robertson-Walker, de la Cosmología Relativista. See last two books by Berman, listed below.

## Líneas de investigación científica
- Cosmología relativista
- Agujeros Negros
- Formación de Galaxias, a través de perturbaciones de densidad
- Teorías Alternativas de la Gravitación
- Amplificación de Ondas Gravitacionales
- Filosofía de la Ciencia
- Creación del Universo a partir de energía total cero

## Libros Publicados
- - Ótica Geométrica - Estudo Programado - with C.D.D. César. Gráfica e Editora DB-Curitiba (1972).
- - Cálculo Tensorial e Relatividade Geral: Uma Introdução - with F.M. Gomide, McGraw-Hill, São Paulo, secondedition - (1987)ISBN 0-07-450058-9.
- - Introdução a CosmologiaRelativística - with F.M.Gomide, McGraw-Hill, São Paulo, second edition, (1988) ISBN 978-8820738723
- - Learn How to Study Efficiently (in Portuguese). Editora Albert Einstein, Curitiba (1993). Second Edition ( 2011), totally illustrated ISBN 978-85-85190-00-2
- - Introduction to General Relativity and the Cosmological Constant Problem - Nova Science, N.Y. (2007) ISBN 978-1594547171
- - Introduction to General Relativistic and Scalar-Tensor Cosmologies - Nova Science, N.Y. (2007) ISBN 978-1600210136
- - A Primer in Black Holes, Mach´s Principle, and Gravitational Energy, Nova Science, New York (2008) ISBN 978-1600217951
- - Philosophy of Science: Brief History, with Fernando de Mello Gomide - BooksurgePublishing, Charleston (2009) ISBN 978-1439276648
- - General Relativity and the Pioneers Anomaly, Nova Science Publishers Inc , New York(2012) ISBN 978-1621000037
- - Realization of Einstein´s Machian Program - Nova Science Publishers, New York (2012) ISBN 978-1619421646

## Capítulos de Libros
- - Energy of Black-Holes and Hawking´s Universe, in Trends in Black-Hole Research”(Chapter 05)-pages 147-162, ed.Paul V. Kreitler, Nova Science, N.Y.(2006) ISBN 1-59454-475-1
- - Energy, Brief History of Black-Holes, and Hawking´s Universe, in "New Developments in Black Hole Research"Chapter 05, pages 185-202, ed. By Paul V. Kreitler, Nova Science, New York (2006) ISBN 1-59454-641-X
- - Rotation of the Expanding Zero-Energy Universe , Chapter 12, pp 285/0in Big Bang: Theory, Assumptions and Problems, edited by Jason R. O'Connell and Alice L. Hale, Nova Science Publishers, New York (2012). Co-author-F.M.Gomide. ISBN 978-1-61324-577-4
- - Entropy Growth in the Universe, Chapter 8, pp 229/242 in Big Bang: Theory, Assumptions and Problems, edited by Jason R. O'Connell and Alice L. Hale, Nova Science Publishers, New York (2012) ISBN 978-1-61324-577-4

## Editoría de Libros
- Editor general para la versión brasileña de “The Illustrated A Brief History of Time”, × Stephen Hawking (1997) ISBN 0-593-04059-7